# 世界メンタルヘルスデー
世界メンタルヘルスデー（せかいメンタルヘルスデー、英: World Mental Health Day）は、メンタルヘルス問題に関する世間の意識や関心を高め、偏見や社会的スティグマを無くし、正しい知識を普及するために定められた国際デー（記念日）。

## 発祥と経過
オランダに本部を置くNGOの世界精神保健連盟（WFMH）が、1992年にメンタルヘルス問題に関する世間の意識を高め、ネガティブなステレオタイプ化に反論し、人々に体験発表の場を与えることを目的として、10月10日を「世界メンタルヘルスデー」と定める。その後、国連機関の世界保健機関（WHO）も賛同し、正式に国際デー（記念日）と認められる。
現在は世界各地でメンタルヘルスに関連する啓発イベントなどが行われる。国際的にはグリーンリボンがメンタルヘルスのシンボルとされ、ピンバッジなどを身につけることで地域社会への支援や連携を表すようになっている。2020年の世界メンタルヘルスデーには、メンタルヘルスの活動家でもあるマレーシア国王の長女、イマン・アフザン・アル・スルタン・アブドラ王女殿下が国際サポーターに着任した。2020年の世界メンタルヘルスデーでは、マレーシアの国王と王妃もグリーンリボンのピンバッジを着用した。

## 日本国内でのメンタルヘルスデー
日本国内では、特定非営利法人シルバーリボンジャパンが、2011年から世界メンタルヘルスデーに合わせたイベントを展開している。
また、2019年からは厚生労働省が世界メンタルヘルスデーに合わせて、精神障害に対する理解を深めるための普及啓発イベントなどを開催している。
2023年のメンタルヘルスデーには、普及活動の一環として東京都庁や東京タワーなどがライトアップされた。

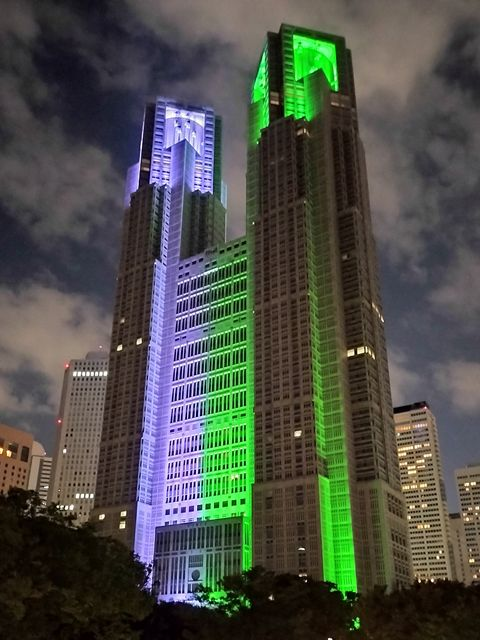
都庁舎（2024年10月14日）[注 1]
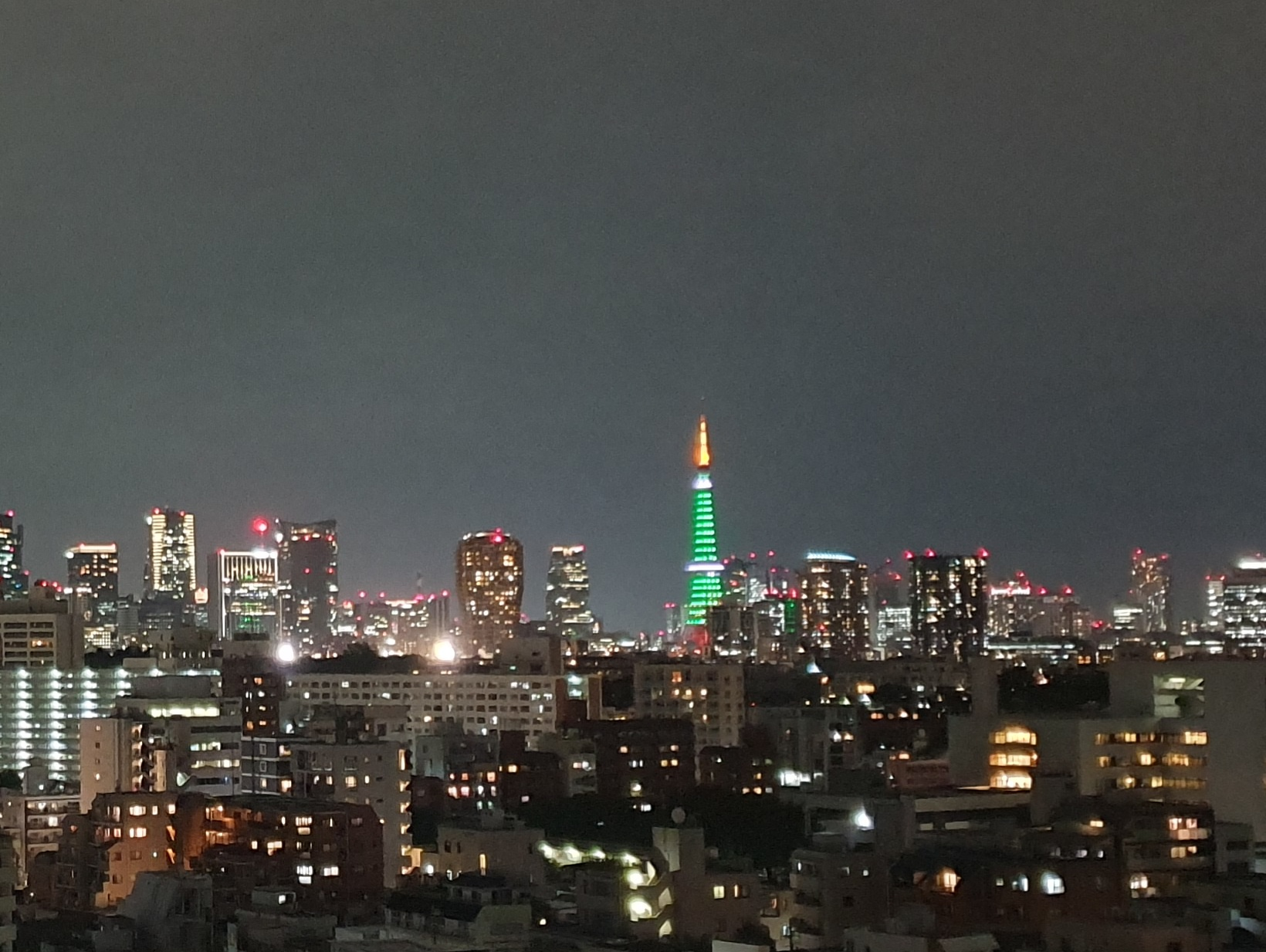
東京タワー（2020年10月16日）